# Penžinska elektrarna na plimovanje
Penžinska elektrarna na plimovanje (rusko: Пе́нжинская прили́вная электроста́нция - Penžinskaja Prilivnaja Elektrostancija) je predlagana elektrarna na plimovanje v Penžinskem zalivu (zgornji del Šelikovega zaliva), ki se nahaja na severnovzhodnem delu Ohotskega morja. Bibavica je na tem področju zelo velika, zato je bilo v preteklosti več predlogov za izgradnjo elektrarne. Predlagajo celo izgradnjo 87 GW elektrarne, kar bi bila daleč največja elektrarna na svetu, skoraj štirikrat večja od trenunto največje (Jez Treh sotesk, 22,5 GW). Na leto bi proizvedla 200 TWh, dvakrat več od kitajske elektrarne. Kapacitivni faktor bi bil sorazmerno nizek 0,20–0,25 (torej bi povprečno delovala z močjo okrog 20 GW).
Bibavica je v tem zalivu 9 m visoka, doseže tudi 12,9 m v primeru poravnave Sonca in Lune, največje plimovanje v Pacifiku. Površina zaliva je 20.530 km2. Pretok vode v enem dnevu je 360–530 km3 (86–130 kubičnih milj). To je 20–30-krat več kot Amazonka, največja reka na svetu. Predlagana sta dva projekta: prvi bi uporabil celotno območje, drugi bi bil manjši in bi uporabil zgornji del, kjer je večje plimovanje, vendar bi bila kapaciteta manjša – 21,4 GW.
Regija je redko poseljena, zato bi se ogromna količina elektrike lahko uporabila v industrijske namene, npr. pridobivanje aluminija iz glinice ali pa proizvodnja vodika. Lahko pa bi zgradili zelo dolge visokonapetostne vodnike.